# Héber igeragozás
A héber igeragozás a héber nyelv és nyelvtan lelke. Első látásra bonyolultnak tetsző táblázatai mögött rend és tiszta matematikai pontosságú rendszer húzódik. Ragozása rendkívül szabályos, eltérések és kivételek (a klasszikusban) szinte nincsenek, ragjai állandóak, kivétel nélkül mindig jól láthatóak, az indoeurópai nyelvekből (elsősorban az ógörögből) ismert bonyolult összevonásokat és hangzóváltozásokat nem ismeri.

## Alapfogalmak
A héber igeragozásban az alábbi alapfogalmakat használjuk:
- igegyök – Az ige 3 alapmássalhangzója, magánhangzók, képzők és ragok nélkül.
- igecsoport / igetípus – Az igegyököknek bizonyos bennük található mássalhangzóik alapján nagyobb kategóriákba való sorolása.
- vokalizáció –
- igealak –
- igerag – Az ige személyét, számát és nemét meghatározó elemek. Az előrag (prefixum) az igegyök és a törzsképző elem elé járul; az utó- vagy végrag (suffixum) közvetlenül az igegyök végére kerül.
- igetörzs – A héber igeképzés speciális, külön-külön meghatározott jelentéskörrel bíró csoportjai.
- törzsképző elem – Az egyes igetörzsek képzési módja. Ez lehet elő- vagy belső rag (infixum), valamint egyéb képzési elem (például kettőzés). Ugyancsak a törzsképző elemek közé tartoznak az egyes törzsek meghatározott magánhangzói.

## Az ige gyöke
Nagyon kevés kivételtől eltekintve valamennyi héber ige egy három betűs gyökből és az elé-, mögé- vagy beléírt ragokból áll. Miután az igét elöl és néha belül is ragozzuk, szótári meghatározása (a gyök azonosítása) a ragozás átfogó ismerete nélkül csak ritkán lehetséges. A héber igeragozás azonban rendkívül logikus, matematikai jellegű, fix ragokkal dolgozik. Az eltérések elsősorban hangtani jellegűek.
Az igék a gyökben található mássalhangzóik szerint nagyobb formai egységekbe rendeződnek (például מָצָא mácáʾ : vég-álefes igék, גָּלָה gálá: vég-hés igék). Az egyes csoportokba sorolt valamennyi ige ragozása egyforma (egy példaige ismerete elegendő a többi ismeretéhez).
A hébernek, mint az összes sémi nyelvnek sajátossága az úgynevezett igetörzsek megléte. Ez az európai nyelvekben nem létező kategória azt jelenti, hogy az adott igét***
Az alapgyökhöz képest valamennyi igetörzsnek egy jól körülírható jelentéstartalma van, ami, ha az ige ebbe „belekerül” (azaz abban az igetörzsben ragozzuk) plusz jelentéstartalmakat vesz fel:
- a מלך m-l-k gyök a qal törzsben  מָלַךְ  málach uralkodott, a hifilben הִמְלִיךְ himlích királlyá tett, a hitpaélban הִתְמַלֵּךְ hitmalléch királlyá tette magát. Látható, hogy a gyökbetűk mindenütt megmaradnak. Valamennyi törzsnek saját képzése van.

Az alaptörzsben (qal) összesen 11 igealak található, ezeket lásd lejjebb. Az igealakok száma a többi törzsben ennél kevesebb. Bár ez elsőre soknak tűnik, valójában csak két főalakról (perfektum és imperfektum) és azok származékairól, valamint két igenévről (particípium és infinitívusz) van csak szó.

## Igeragok
A héber igeragozást a számunkra megszokottól eltérően „fordítva”, azaz a harmadik személy hímnemtől kezdjük, egyben ez a szó (gyök) ragtalan szótári alakja is (qal. pf. s/3m). A sorrendet megfordítani nem tanácsos, mert később komoly gondok adódhatnak belőle.
| A héber ige ragjai | A héber ige ragjai   | A héber ige ragjai   | A héber ige ragjai   | A héber ige ragjai   | A héber ige ragjai   | A héber ige ragjai   |
|                    | Perfektum – végragok | Perfektum – végragok | Perfektum – végragok | Perfektum – végragok | Imperfektum előragok | Imperfektum előragok |
|                    | alap                 | alap                 | ó-s                  | ó-s                  | Imperfektum előragok | Imperfektum előragok |
| ------------------ | -------------------- | -------------------- | -------------------- | -------------------- | -------------------- | -------------------- |
| E/3h               | –                    | –                    | –                    | –                    | -יְ                   | jə-                  |
| E/3n               | ה ָ-                  | -`á                  | ~                    | ~                    | -תְּ                   | tə-                  |
| E/2h               | תָּ-                   | `-tá                 | וֹתָ-                  | -`ótá                | -תְּ                   | tə-                  |
| E/2n               | תְּ-                   | -`t                  | וֹת-                  | -`ót                 | תְּ- -ִ י               | tə- -`í              |
| E/1                | תִּי-                  | `-tí                 | וֹתִי-                 | -`ótí                | -אֲ                   | ʾă -                 |
| T/3h               | וּ-                   | -`ú                  | ~                    | ~                    | יְ- -וּ                | jə- -`ú              |
| T/3n               | וּ-                   | -`ú                  | ~                    | ~                    | תְּ- -נָה               | t- ` -ná             |
| T/2h               | תֶּם-                  | -`tem                | וֹתֶם-                 | -`ótem               | תְּ- -וּ                | tə- -`ú              |
| T/2n               | תֶּן-                  | -`ten                | וֹתֶן-                 | -`óten               | תְּ- -נָה               | tə- ` -ná            |
| T/1                | נוּ-                  | `-nú                 | ~                    | ~                    | -נְ                   | nə-                  |

A ragozás teljesen szabályos és mechanikus, a ragok száma csekély, kivételek és variációk nincsenek. Az igeragoknak csak két fajtája van: a perfektumi és az imperfektumi. A ragok sohasem változnak (a dáges természetesen kieshet belőlük magánhangzó előtt), ezért  a héber ige mindig jól felismerhető és szám, személy és nem alapján azonosítható. Minden más rag névszói, akkor is, ha az igéhez járul.
A perfektum magánhangzói állandóak, az ó kötőhangzóval bővülő sorozat csak bizonyos gyenge igetörzsekben fordul elő. Az alapragoknál a 3. személyek, valamint a T/2 ragjai mindig hangsúlyosak, a többiek sohasem. Az ó-sorosnál az ó hangsúlyos.
Az imperfektumot előragos vagy prefixumos ragozásnak nevezzük (szemben a perfektummal, mely végragos vagy szuffixumos), mivel a személyragok a gyök elé járulnak. A végére kerülő ragok magánhangzói mindig állandóak.
Az előragok alaphelyzetben svá-val állnak, a szó eleji svára vonatkozó hangtörvények miatt azonban ez a svá a gyök első magánhangzójával kapcsolódva átalakulhat és az előrag alatt megjelenhet az összes magánhangzó (az E/3h előragja tehát lehet jə-, ja-, já, je-, jé-, jo- jó-, ju-, jú- is). Az E/1 álefe alatt egyszerű helyett mindig összetett svá (hátéf-hangzó) áll, a többi alatt azonban sohasem. A prefixum pontozása aszerint változik, hogy melyik igetípus melyik igetörzséhez kapcsolódik, az egyes törzseken és típusokon belül azonban a vokalizáció mindig állandó (azaz egy példaige ismeretében az adott törzs és csoport összes többi igéje is elragozható).
A végragok a többes nőnem -ná-ja kivételével mindig hangsúlyosak.  Az E/3 nőnem és E/2 hímnem azonos, a szövegkörnyezetből derül ki, melyikről van szó, ugyanígy azonosak a többes nőnemű (T/3n, T/2n) alakok is.

## Igealakok
Az egyes törzseken belül a héberben a következő igealakok vannak (zárójelben a szótárakban és nyelvtanokban található latin elnevezések és rövidítéseik):
A) Ragozott igealakok: (verbum finitum)
- perfektum (perfectum, perf. pf.) – múlt
  - fordító vávos perfektum (vav consecutivum perfectum, v.cons.pf.) – csak klasszikusban: jelen/jövő
- imperfektum (imperfectum, imperf, impf., imp.) – jelen/jövő (modern: jövő)
  - fordító vávos imperfektum (vav consecutivum imperfectum, v.cons.impf.) – csak klasszikusban: múlt
  - jusszívusz v. parancsolómód (jussivus, juss.) – 3. és 2. személyű felszólítás; 2. személyű tiltás; a váv cons. impf. alapja
  - kohortatívusz v. buzdítómód (cohortativus, coh.) –1. személyű felszólítás vagy nyomaték
  - imperatívusz v. felszólítómód (imperatívusz, imperat., impt.) – 2. személyű pozitív felszólítás (nem tiltunk vele)
    - imperatívusz energicus v. nyomatékos imperatívusz (imperativus energicus, impt. en.) – E/2h nyomatékos felszólítása

B) Névszói igealakok: (verbum infinitum)
- aktív particípium (participium activum, part. act., pt. a.) – idővonatkozás nélküli folyamatos alak (modern: jelen)
- passzív particípium (participium passivum, part. pass., pt. p.)
- infinitívusz abszolútusz (infinitivus absolutus, inf. abs., inf. a.) – perfektum és imperfektum mellett nyomaték; önállóan kategorikus felszólítás
- infinitívusz konstruktusz (infinitivus constructus, inf. constr., inf. c.) – határozói szerkezetek alapja

Fentiek közül csak a perfektum és az imperfektum, valamint származékai minősülnek igének, azaz csak őket látjuk el igeraggal, az igenevek ragozása névszói. Az A) csoportban lévő sok igealak mögött valójában két főalak – a perfektum és az imperfektum – húzódik meg, a többiek csak ezek származékai. E származékoknak nincs önálló ragozása, mindenben megegyeznek a főalakokéval.
| A héber ige alapalakjai a hét igetörzsben | A héber ige alapalakjai a hét igetörzsben | A héber ige alapalakjai a hét igetörzsben | A héber ige alapalakjai a hét igetörzsben | A héber ige alapalakjai a hét igetörzsben | A héber ige alapalakjai a hét igetörzsben | A héber ige alapalakjai a hét igetörzsben | A héber ige alapalakjai a hét igetörzsben | A héber ige alapalakjai a hét igetörzsben | A héber ige alapalakjai a hét igetörzsben | A héber ige alapalakjai a hét igetörzsben | A héber ige alapalakjai a hét igetörzsben | A héber ige alapalakjai a hét igetörzsben | A héber ige alapalakjai a hét igetörzsben | A héber ige alapalakjai a hét igetörzsben |
|                                           | qal                                       | qal                                       | nifal                                     | nifal                                     | piél                                      | piél                                      | pual                                      | pual                                      | hitpaél                                   | hitpaél                                   | hifíl                                     | hifíl                                     | hofal                                     | hofal                                     |
| ragozott igealakok                        | ragozott igealakok                        | ragozott igealakok                        | ragozott igealakok                        | ragozott igealakok                        | ragozott igealakok                        | ragozott igealakok                        | ragozott igealakok                        | ragozott igealakok                        | ragozott igealakok                        | ragozott igealakok                        | ragozott igealakok                        | ragozott igealakok                        | ragozott igealakok                        | ragozott igealakok                        |
| ----------------------------------------- | ----------------------------------------- | ----------------------------------------- | ----------------------------------------- | ----------------------------------------- | ----------------------------------------- | ----------------------------------------- | ----------------------------------------- | ----------------------------------------- | ----------------------------------------- | ----------------------------------------- | ----------------------------------------- | ----------------------------------------- | ----------------------------------------- | ----------------------------------------- |
| pf.                                       | קָדַשׁ קָדֵשׁ קָדֹשׁ                               | qádas qádés qádós                         | נִקְדַּשׁ                                      | niqdas                                    | קִדֵּשׁ קִדֶּשׁ קִדַּשׁ                               | qiddés qiddes qiddas                      | קֻדַּשׁ                                       | quddas                                    | הִתְקַדֵּשׁ                                     | hitqaddés                                 | הִקְדִּישׁ                                     | hiqdís                                    | הָקְדַּשׁ                                      | hoqdas                                    |
| v. pf.                                    | ~וְ                                        | və-                                       | ~וְ                                        | və-                                       | ~וְ                                        | və-                                       | ~וְ                                        | və-                                       | ~וְ                                        | və-                                       | ~וְ                                        | və-                                       | ~וְ                                        | və-                                       |
| impf.                                     | יִקְדֹּשׁ יִקְדַּשׁ                                 | jiqdós jiqdas                             | יִקָּדֵשׁ                                      | jiqqádés                                  | יְקַדֵּשׁ                                      | jəqaddés                                  | יְקֻדַּשׁ                                      | jəquddas                                  | יִתְקַדֵּשׁ                                     | jitqaddés                                 | יַקְדִּישׁ                                     | jaqdís                                    | יָקְדַּשׁ                                      | joqdas                                    |
| v.impf.                                   | ~וַיִּ                                       | vajji-                                    | ~וַיִּ                                       | vajji-                                    | ~וַיְּ                                       | vajjə-                                    | ~וַיְּ                                       | vajjə-                                    | ~וַיִּתְ                                      | vajjit-                                   | ~וַיַּ                                       | vajja-                                    | ~וַיָּ                                       | vajjo-                                    |
| juss.                                     | = impf.                                   | = impf.                                   | = impf.                                   | = impf.                                   | = impf.                                   | = impf.                                   | = impf.                                   | = impf.                                   | = impf.                                   | = impf.                                   | יַקדֵּשׁ                                      | jaqdés                                    | = impf.                                   | = impf.                                   |
| koh.                                      |                                           | '                                         |                                           | '                                         |                                           | '                                         |                                           | '                                         |                                           | '                                         |                                           | '                                         |                                           | '                                         |
| impt.                                     | קְדֹשׁ                                       | qədós                                     | הִקָּדֵשׁ                                      | hiqqádés                                  | קַדֵּשׁ                                       | qaddés                                    | קֻדַּשׁ                                       | quddas                                    | הִתְקַדֵּשׁ                                     | hitqaddés                                 | הַקְדֵּשׁ                                      | haqdés                                    | הָקְדֵּשׁ                                      | hoqdas                                    |
| i. en.                                    |                                           | '                                         |                                           | '                                         |                                           | '                                         |                                           | '                                         |                                           | '                                         |                                           | '                                         |                                           | '                                         |
| névszói igealakok                         |                                           |                                           |                                           |                                           |                                           |                                           |                                           |                                           |                                           |                                           |                                           |                                           |                                           |                                           |
| pt. a.                                    | קֹדֵשׁ                                       | qódés                                     | –                                         | –                                         | מְקַדֵּשׁ                                      | məqaddés                                  | –                                         | –                                         | מִתְקַדֵּשׁ                                     | mitqaddés                                 | מַקְדִּישׁ                                     | maqdís                                    | –                                         | –                                         |
| pt. p.                                    | קָדוּשׁ                                      | qádús                                     | נִקְדָּשׁ                                      | niqdás                                    | –                                         | –                                         | מְקֻדָּשׁ                                      | məquddás                                  | –                                         | –                                         | –                                         | –                                         | מָקְדָּשׁ                                      | moqdás                                    |
| inf. a.                                   | קָדוֹשׁ                                      | qádós                                     | נִקְדֹּשׁ                                      | niqdós                                    | קַדֵּשׁ קַדֹּשׁ                                   | qaddés qaddós                             | קֻדַּשׁ                                       | quddas                                    | הִתְקַדֵּשׁ                                     | hitqaddés                                 | הַקְדֵּשׁ                                      | haqdés                                    | הָקְדֵּשׁ                                      | hoqdas                                    |
| inf. c.                                   | קְדֹשׁ קְדַשׁ                                   | qədós qədas                               | הִקָּדֵשׁ                                      | hiqqádés                                  | קַדֵּשׁ                                       | qaddés                                    | קֻדַּשׁ                                       | quddas                                    | הִתְקַדֵּשׁ                                     | hitqaddés                                 | הַקְדֵּשׁ                                      | haqdés                                    | הָקְדֵּשׁ                                      | hoqdas                                    |

## Igetörzsek
A héberben 7 fő igetörzset találunk, mellettük pedig körülbelül még egyszer ennyi variánst és néhány kevésbé használtat. Az igetörzsek egyszerű – intenzív – kauzatív (műveltető) hármas csoportba, ezeken belül pedig aktív – passzív – reflexív (visszaható) hármasba rendeződnek, ez a rendszer azonban a héberben nem teljes és a sémi nyelvek közül itt a legegyszerűbb. 
| A hét igetörzs | A hét igetörzs                                      | A hét igetörzs                  | A hét igetörzs             |
|                | Egyszerű törzsek                                    | Intenzív törzsek                | Kauzatív törzsek           |
| -------------- | --------------------------------------------------- | ------------------------------- | -------------------------- |
| aktív:         | Qal (קַל) קָדַשׁ qádas                                  | Piél (פִּעֵל) קִדֵּשׁ qiddés           | Hifíl (הִפְעִיל) הִקְדִּישׁ hiqdís |
| passzív:       | Qal passzívum *קֻדַּשׁ *quddas Nifal (נִפְעַל) נִקְדַּשׁ niqdas | Pual (פֻּעַל) קֻדַּשׁ quddas           | Hofal (הָפְעַל) הָקְדַּשׁ hoqdas   |
| reflexív:      | –                                                   | Hitpaél (הִתְפַּעֵל) הִתְקַדֵּשׁ hitqaddés | –                          |

Az alap igetörzs az úgynevezett קַל qal, ez az egyetlen, melynek jelentése is van (könnyű, √קלל qll).
A többi, úgynevezetett származtatott igetörzs elnevezése a tradicionális héber nyelvészetben az egyik, az arab grammatikából átvett és általános példaszóként használt פָּעֵל páʿal tenni igének az adott törzsben képzett első – azaz perfektum egyes szám 3. személy hímnemű – alakja. A gyakorlatban ez azt jelenti, hogy például a hifílnek azért ez a neve, mert a páal ige hifíl perf. s/3h-ű alakja hifíl, és így tovább. Így az elnevezések, bár fordíthatóak, nem jelentenek semmit. A példaszó abból a szempontból azonban nem szerencsés, hogy úgynevezett gyenge ige (vagyis a képzése a normál igéétől némileg eltér, lásd lejjebb), ezért bizonyos törzsekben a törzsre jellemző képzésmódok nem látszanak rajta. (A régebbi nyelvtanok példaszóként használják még a szintén az arab ragozásokból származó קָטַל qátal ölni igét, ez azonban, a ragozás jelentései miatt a használatból mára már kikopott.
Papíron ugyan valamennyi héber gyök képezhető minden törzs minden alakjában, de egy gyöknek általában csak 2-3 törzsben vannak értelmes alakjai. A cikkben a valamennyi törzsben értelmes jelentésekkel képezhető שָׁמַר sámar őrzött (√שׁמר šmr), מָלַךְ málach király volt, uralkodott (√מלך mlk) és קָדַשׁ qádas szent volt (√קדשׁ qdš) igét használjuk példaszónak. A törzsek nyelvtani rövidítései: q., nif. (ni.), pi., pu., htp. (hitpa., hitp.), hif. (hi.), hof. (ho.). A tradicionális q., nif., pi., pu., hif., hof., htp. sorrendet a cikkben a logikailag helyesebb q. - nif., pi. - pu.- htp., hif. - hof. sorrendre cseréltük. Az úgynevezett qal passzívum (q.pass.) nem tartozik a hét igetörzs közé, a tradicionális nyelvtanokban nem is szerepel. Státusza – és egyáltalán léte is – vitatott, de mivel mára már létező kategóriává vált, a táblázatban is szerepeltetjük.

### Aktív és statív igék
|                 | perfektum | perfektum | perfektum            | imperfektum | imperfektum | imperfektum          |
| --------------- | --------- | --------- | -------------------- | ----------- | ----------- | -------------------- |
| aktív           | á-a       | שָׁלַךְ       | sálach dobott        | i-ó         | יִשְׁלֹךְ        | jislóch dobni fog    |
| var.            | á-á       | מָצָא       | mácá talált          | i-ó         | יִמְצֹא        | jimcó találni fog    |
| var.            | á         | בָּא        | bá ment              | –           | –           | –                    |
| é-típusú statív | á-é       | כָּבֵד       | kávéd nehéz volt     | i-a         | יִכְבַּד        | jichbad nehézzé lesz |
| var.            | é         | מֵת        | mét halottnak lenni  | –           | –           | –                    |
| ó-típusú statív | á-ó       | קָטֹן       | qátón kicsi volt     | i-a         | יִקְטַן        | jiqtan kicsi lesz    |
| var.            | ó         | בּוֹשׁ       | bós szégyenben lenni | –           | –           | –                    |

A héberben – jelentéstartalom szempontjából – két fajta ige létezik: aktív és statív. Az aktív ige jelentése valamilyen aktív cselekvés vagy történés (jön, megy, áll, esik), míg a statív igékkel a héber valamilyen statikus jelentéstartalmat fejez ki: az alany valamilyen tulajdonsággal bír vagy valamilyen helyzetben / állapotban van. Ezeket mi többnyire melléknévvel adjuk vissza (öregnek, kicsinek, nagynak lenni; halottnak = a halál állapotában lenni).
A megkülönböztetés csak a qal törzsben érvényes és csak ott is látszik. A két típus között a nyelv a magánhangzókkal tesz különbséget: 
- két szótagú igéknél a második magánhangzóban: az aktív igék jellemző magánhangzója a qal perfektumban az a vagy á, a statívoké az é és az ó (másként: minden, a qal perfektumban é-s vagy ó-s ige statív); imperfektumban az aktívé ó, a statívé a.
- egyszótagú igéknél a megkülönböztetés csak a perfektumban látszik.

Az é-s és ó-s statívok jelentéstartalma között nincs különbség, de ó-sból meglehetősen kevés van. Jellemző magánhangzójukat a ragozás során végig megőrzik.

### Egyszerű törzsek

#### Qal (Egyszerű aktív)
- Törzsképzőelem: nincs. Hangrend: aktívoknál „á-ă, á-á”, statívoknál „á-é, á-ó”. Jelentéstartalom: egyszerű aktív cselekvés v. történés (őríz, mond, esik), statív: állapot, milyenség

#### Qal-passzívum (Egyszerű passzív)
- Törzsképzőelem: kettőzés a 2. gyökhangzóban(?). Hangrend: „u-a”. Jelentéstartalom: egyszerű qal-passzív: született, adatott,...

#### Nifal (Egyszerű medio-passzív)
- Törzsképzőelem: -נִ ni- előrag. Hangrend: mély / magas (i-a / i-á-é). Jelentéstartalom: 1. passzív:, 2. mediális: . Bár az egyszerűség kedvéért a qal passzívumának nevezik, ez nem teljesen igaz – jelentésköre jóval bővebb, meglehetősen egyedi törzs.

### Intenzív törzsek
- Általános törzsképzőelem: 2. gyökhangzó kettőzése. Általános jelentéstartalom: a gyök alapjelentésének valamilyen intenzifikációja (intenzív, gyakorító, iteratív)

#### Piél (Intenzív aktív)
- Törzsképzőelem: 2. gyökhangzó kettőzése. Hangrend: magas (i-é). Jelentéstartalom: intenzív (q. összetör → pi. összezúz, q. öl → pi. mészárol), iteratív, gyakorító aktív cselekvés v. történés. Igeképző (denominális verbumképző: q. qádós szent → pi. qiddés szentté tesz).

#### Pual (Intenzív passzív)
- Törzsképzőelem: 2. gyökhangzó kettőzése. Hangrend: mély (u-a) . Jelentéstartalom: a piél passzívuma.

#### Hitpaél (Intenzív reflexív)
- Törzsképzőelem: 2. gyökhangzó kettőzése és -הִתְ hit- előtag. Hangrend: magas (i-a-é). Jelentéstartalom: reflexív (visszaható: királlyá teszi magát), reciprok (kölcsönös: beszélgetnek egymással). Képzésére nézve intenzív, de ez a jelentéstartalom csak igen ritkán lelhető fel benne.

### Kauzatív törzsek
- Általános törzsképzőelem: -ה h- előtag. Általános jelentéstartalom: kauzatív (műveltető).

#### Hifíl (Kauzatív aktív)
- Törzsképzőelem: -הִ hi- előtag és -י ִ- -í- belső rag. Hangrend: magas (i-í, i-a, a-í) . Jelentéstartalom: kauzatív (műveltető, tétető; királlyá tesz), megengedő (engedi, hogy kemény legyen) aktív.

#### Hofal (Kauzatív passzív)
- Törzsképzőelem: -הָ ho- / -הֻ hu- előtag. Hangrend: mély (o-a, u-a). Jelentéstartalom: a hifíl passzívuma.

## Igecsoportok
| Típus                    | ahol az ige gyenge            | ahol az ige gyenge   | ahol az ige gyenge |
|                          | hátul                         | középen              | elöl               |
| ------------------------ | ----------------------------- | -------------------- | ------------------ |
| I. Erős igék             |                               |                      |                    |
| II. Gutturálisos igék    | Lámed gutturális igék         | Ajin gutturális igék | Pe gutturális igék |
| III. Gyenge igék         |                               |                      |                    |
| álef                     | Lámed álef igék               | –                    | Pe álef igék       |
| nún                      | –                             | –                    | Pe nún igék        |
| jod/váv                  | Lámed hé (Lámed jod/váv igék) | Ajin jod/váv igék    | Pe jod/váv igék    |
| IV. Kétszer gyenge igék  |                               |                      |                    |
| V. Hiányos ragozású igék |                               |                      |                    |